# Miroslav Duch
Miroslav Duch (* 13. listopadu 1979, Náchod) je český skialpinista z týmu AKLVK Alpine Pro Skitrab team, první a několikanásobný mistr České republiky ve skialpinismu.

## Výkony a ocenění

### Závodní výsledky
- 2004: 9. Mistrovství světa ve skialpinismu, štafeta (Jaroslav Bánský, Tomáš Němec a Michal Němec)
- 2005: 9. Mistrovství Evropy ve skialpinismu, štafeta (Michal Štantejský, Michal Němec a Marcel Svoboda)
- 2006: 10. Mistrovství světa ve skialpinismu, štafeta (Jaroslav Bánský, Marcel Svoboda a Michal Němec)
- 2009: 10. Mistrovství Evropy ve skialpinismu, štafeta (Michal Štantejský, Jan Hepnar a Josef Hepnar)

| Mistrovství České republiky ve skialpinismu | Mistrovství České republiky ve skialpinismu | Mistrovství České republiky ve skialpinismu | Mistrovství České republiky ve skialpinismu | Mistrovství České republiky ve skialpinismu | Mistrovství České republiky ve skialpinismu | Mistrovství České republiky ve skialpinismu | Mistrovství České republiky ve skialpinismu |
| Rok                                         | 2005                                        | 2006                                        | 2007                                        | 2010                                        | 2011                                        | 2012                                        | 2017                                        |
| ------------------------------------------- | ------------------------------------------- | ------------------------------------------- | ------------------------------------------- | ------------------------------------------- | ------------------------------------------- | ------------------------------------------- | ------------------------------------------- |
| muži                                        | 1                                           | 1                                           | 1                                           | 3                                           | 3                                           | 6                                           | 12                                          |

| Český pohár ve skialpinismu | Český pohár ve skialpinismu |
| Rok                         | 2005                        |
| --------------------------- | --------------------------- |
| muži                        | 1                           |
| jednotlivě*                 | x                           |